# Société Aéroport Comiso
Société Aéroport Comiso ou So.A.Co (en italien : Società Aeroporto Comiso) est la société qui gère l' aéroport Pio La Torre di Comiso, dans le Libre consortium municipal de Raguse.

## Composition corporative
À sa naissance, SOACO appartenait entièrement à la municipalité de Comiso. En 2007, Intersac Hoding SpA s'est vu confier la gestion de l'aéroport avec 51% des parts de la société aéroportuaire. En février 2008, INTERSAC Holding SpA (filiale de la compagnie aéroportuaire de Catane) a acheté 588 000 actions supplémentaires de SOACO, pareil que le 14% des actions de la municipalité de Comiso, portant leur part à 65%.
Pour étendre la piste de l'aéroport, 32 hectares de la municipalité voisine de Chiaramonte Gulfi ont dû être occupés, et l'itinéraire préférentiel pour les atterrissages et les décollages affecte principalement le territoire de la municipalité de Vittoria, donc a circulé l'idée que la municipalité de Comiso pourrait vendre des parts de SOACO aux deux communes affectées par les activités de l'aéroport, mais cette hypothèse ne s'est pas réalisée.

## Données de l'entreprise[3]
- Raison sociale: SO. A.CO. Sp A. - Compagnie aéroportuaire de Comiso
- Siège social: Piazza Fonte Diana sn - 97013 Comiso (RG)
- Numéro de tva: 01083290880
- Capital social : 4.200.000 euros